# Ruch Obywatelski Akcja Demokratyczna
De Burgerbeweging Democratische Actie (ROAD) (Pools: Ruch Obywatelski Akcja Demokratyczna) was een Poolse politieke partij, een van de eerste die na de opheffing van het machtsmonopolie van de communisten uit het vrije vakverbond Solidariteit is voortgekomen.
De groepering werd opgericht op 16 juli 1990 door Zbigniew Bujak en Władysław Frasyniuk als een directe reactie op de oprichting van de Centrumalliantie door Lech en Jarosław Kaczyński. Als partij had de ROAD niet echt een duidelijk politiek profiel. Het was vooral een gematigde, centristische partij, die zowel christendemocratische, sociaaldemocratische als liberale elementen bevatte. Tot de leden behoorden onder anderen Jacek Kuroń, Bronisław Geremek, Marek Edelman, Adam Michnik en Janusz Onyszkiewicz.
In de presidentsverkiezingen van 1990 steunde de ROAD de kandidatuur van premier Tadeusz Mazowiecki. In mei 1991 ging de partij op in de nieuw opgerichte Democratische Unie (UD). Een kleine groep rondom Zbigniew Bujak ging niet mee naar de UD en richtte een nieuwe, linkse partij op, de Democratisch-Sociale Beweging (RDS), die een jaar 1992 aan de wieg zou komen te staan van de Unie van de Arbeid (UP). 